# 폭스 스타 스튜디오
'폭스 스타 스튜디오(영어: Fox Star Studios)는 20세기 폭스의 자회사이다. 20세기 폭스의 국제 영화 제작 부문 인 폭스 인터내셔널 프로덕션 (FIP)와 공동으로 활동하며, 주로 발리우드 영화 시장에서 영화를 제작하고 있다. 주로 힌디어, 타밀어로 영화를 제작하는 상황이다.

## 같이 보기
- 20세기 스튜디오
- 월트 디즈니 픽처스의 영화 목록